# Малі Лоршські аннали
Малі́ Ло́ршські анн́али(лат. Annales Laurissenses minores) - щорічні записи подій, що відбувалися у Франкському королівстві з 680 до 817 років. Були складені у VIII столітті ченцями у Лоршському монастирі (поблизу Вормса) на основі старих записів і тексту «продовжувачів Фредегара» (франкська хроніка VIII століття). Щорічний опис подій починався з 680 року і являв собою цільну розповідь про зростання могутності Піпінідів (правителя Франкської держави Піпіна II Середнього і його наступників). З початку VIII століття записи велись паралельно подіям. У подальшому ці аннали дістали назву «Малих Лоршських анналів» і були продовжені до 817 року. Малі Лоршські аннали — цінне джерело з ранньої історії правління Каролінгів.